# Danny Howells
Danny Howells (24 de noviembre de 1970) es un Disc Jockey y productor inglés .Fenomenalmente versátil, es tan famoso por su trabajo en el estudio como en los clubes. Un mezclador magistral con más de siete álbumes a su nombre, igualmente reconocido como remixer y productor, innovador por derecho propio, bajo los nombres de Squelch y Science Department, Danny Howells es consagrado como referente por su propio sonido dentro de la escena electrónica moderna. Su música es a menudo descrita como progressive house, aunque prefiere asociar más con tech house, y a veces, es descrito sencillamente como "deepsexyfuturistictechfunkhouse". En sus actuaciones, es bien sabido que interacciona personalmente con la audiencia. Howells Ha mezclado varios álbumes para el antológico sello Global Underground además de su propia serie "Nocturnal Frecuencies".  Howells, es también un miembro del dúo "Science Department" con Dick Trevor, con el cual ha producido el sencillo "Breathe" y "Persuasion"/"Repercussion" además,  remixes para artistas como BT y Robbie Williams. Desde el 2009 Danny opera su propio sello discográfico "Dig Deeper".

## Biografía
Daniel Frederick Howells, nació en la ciudad de South East England de Hastings en 1970. A finales de los 80s, Howells ingresa al mundo del DJ-ing, destacándose por sus actuaciones en diferentes clubes locales. En 1991, el fundador de Bedrock, John Digweed escucha grabaciones de los sets de Howells y lo invita a unirse a las "Bedrock club nights". Howells hace un amplio recorrido con Bedrock hasta que sienta residencia en el club "Heaven" de Londres, donde Danny fue el "warm-up DJ" de Digweed durante 9 años en las fiestas Bedrock.
En 1995, Howells empezó producir tracks con estética experimental techno con su compueblano Tim Cross, bajo el alias Squelch, Con el cual durante los siguientes 2 años produjeron varios singles y llamaron la atención del sello  Jackpot, cuyo release sería el último single del dúo. En 1997, Cross y Howells se separan, sin embargo Howells continúa con jackpot que lo introduce a Rob green y producen un remix de "Intoxication" de "React 2 Rhythm".Viaja a Holanda para su primera actuación en el extranjero, donde le resultó una gran base de seguidores allí. Siguiendo su visita internacional, Howells firma con el sello holandés ID&T para crear su mix álbum debut, Nightlife Report 1: Mick Boskamp Presents Danny Howells. Howells y Green, continúan trabajando juntos e incluyen un remix de "South of the Border" de Robbie Williams, A esas alturas Howells empieza a producir solo en proyectos con artistas como Ashtrax y BT.
En 1999, Danny Howells arranca su serie de álbumes mezclados, Nocturnal Frequencies por el sello Obsessive También empieza a remezclar con Dick Trevor, con el cual seguidamente adoptaron el nombre " Science Department" para sus producciones originales.  Howells  continua su trayectoria como DJ, tocando regularmente en clubes ingleses como Bedrock, Renaissance, Cream y Ministry of Sound.Luego del lanzamiento de su álbum "Nocturnal Frequencies", Howells deja Bedrock y Ministry of Sound para dedicarse a ser residente de Twilo en New York City. Tras terminar el track "Breathe" como Science Department, Howells copila su próximo mix álbum "Nubreed 002". El segundo compilado de la serie Nubreed del emblemático sello global underground. Este álbum consistió mayormente en un sonido funky, progressive y tech house. En el año 2001 Danny Howells ha sido votado número 10 del mundo en la encuesta realizada por la revista DJ Mag Howells continua su relación con Global Underground, lanzando el primer álbum doble de la serie 24:7 en julio del 2003. presentando en el primer disco, música downtempo y chill out, similar al Global Underground 024: Reykjavik de Nick Warren, mientras que el segundo disco un sonido enteramente "Club". En el año 2005, Global Underground invita a Howells a ser el protagonista del release  "Global Underground 027: Miami", basado en la performance realizada por Danny en el Club Space de Miami el 31 de octubre del 2004. El primer disco de este mix álbum está basado en un set durante el día y el segundo disco enfocado en la noche.En el 2008, lanza su propio sello discográfico "Dig Deeper", inicialmente como medio para exhibir sus producciones propias, sin embargo recientemente presenta varios artistas tanto nuevos como consagrados. En el año 2011 lanza su primer compilado llamado "Phase One".

## Género y estilo
Hasta finales de los 90s, DJs como Howells se dejaban caer en categorías como "deep trance", Sin embargo la comercialización del trance, hizo que Howells y otros djs de su estilo empiezan a ser catalogados como: progressive house, tribal house o tech house. Danny Howells es también reconocido por su vestimenta particular, incluyendo usar delineador de ojos y "ruidosas" camisas que adquiere en las tiendas vintage de segunda mano más recónditas del mundo.

## Discografía
Singles & Eps
- 2003: Jamloops Vol. 1: Spikes (12") - (Sex on Wax)
- 2004: Danny Howells & Stef Vrolijk - Phono Corono (Yoshitoshi Recordings)
- 2004: Jamloops Vol.2 (Sex on Wax)
- 2009: Everything's Here (Dig Deeper)
- 2009: The Shining (Dig Deeper)
- 2009: Laid Out (Dig Deeper)
- 2009: G Vibe (Dig Deeper)
- 2009: September (Dig Deeper)
- 2009: Right Off (12") Dig Deeper
- 2009: Moon EP (2xFile, MP3, EP (Sudbeat)
- 2009: Flight Home (12") (Dig Deeper)
- 2010: Landing On Planets  (Dig Deeper)
- 2012: Danny Howells & Daniel Dubb - Bring 'Em Back EP
- 2018: Dave Seaman, Darren Emerson & Danny Howells - 3D EP (Selador Recordings)
- 2018: Whiterock EP (12", EP) (8bit Records)

Álbumes
- 1998: Nightlife Report 1: Mick Boskamp Presents Danny Howells (ID&T)
- 1999: Nocturnal Frequencies (Obsessive)
- 1999: Danny Howells Presents Jackpot Records (Jackpot)
- 2000: Nocturnal Frequencies 2 (Obsessive)
- 2000: Nubreed 002 (Boxed)
- 2001: Renaissance: Revelation (Renaissance)
- 2001: Nocturnal Frequencies 3 (Obsessive)
- 2003: 24:7 (Boxed) (Billboard Top Electronic Albums #10)
- 2005: Global Underground 027: Miami (Global Underground Ltd.) (Billboard Top Electronic Albums #14)
- 2006: Choice - A Collection Of Classics (Azuli Records)
- 2008: Renaissance: The Mix Collection (Renaissance)
- 2009: Dig Deeper: The New Label
- 2013: Balance 024(EQ Recordings)

Remixes
- Felix da Housecat - ("We All Wanna Be Prince") (2009)